# Ichikawa Masahiko
Masahiko Ichikawa (sinh ngày 17 tháng 9 năm 1985) là một cầu thủ bóng đá người Nhật Bản.

## Sự nghiệp câu lạc bộ
Masahiko Ichikawa đã từng chơi cho Omiya Ardija và Tokyo Verdy.